# Chūichi Hara
Chūichi Hara (原忠一, Hara Chūichi), né le 15 mars 1889 à Matsue et mort le 17 février 1964, était un amiral de la Marine impériale japonaise pendant la guerre du Pacifique. Il est surtout connu pour avoir commandé les deux plus puissants porte-avions japonais, au sein de la 1re Flotte Aérienne du vice-amiral Nagumo, lors de l'attaque de Pearl Harbor, et pendant l'offensive japonaise du début de 1942, jusqu'au raid sur Ceylan. À la bataille de la mer de Corail, le résultat a été beaucoup plus incertain, et les deux porte-avions n'ont pas pu participer à la bataille décisive de Midway. Il commande ensuite deux croiseurs devant Guadalcanal, puis a été relégué au commandement d'une 4e Flotte, privée de moyens. Après guerre, il a été condamné à plusieurs années de prison pour crimes de guerre, commis alors qu'il exerçait ce dernier commandement.

## Carrière

### Avant la guerre du Pacifique
Admis en 1911, à l'Académie navale impériale du Japon, diplômé 85e sur 148 élèves dans la 39e promotion, il embarque comme midship (Shōi Kōhosei) sur le croiseur cuirassé Aso (ex-russe Bayan), puis sur le croiseur cuirassé, reclassé croiseur de bataille Ibuki. Comme enseigne de vaisseau (Shōi et Chūi) de 1912 à 1918, il sert à bord du cuirassé pré-dreadnought Settsu puis du croiseur protégé Akashi, il suit les cours de l'École de Canonnage et de l'École de Torpillage, puis sert à bord du destroyer Asakaze , du croiseur Yakumo, et du croiseur de bataille Kongō pendant la Première Guerre mondiale. Cependant, il ne participe pas aux combats navals contre l'Empire allemand. Comme lieutenant de vaisseau (Daii) de 1918 à 1924, il se perfectionne et se spécialise à l'École de Torpillage et sert ensuite comme officier torpilleur sur les destroyers Hakase, Yukase , et sur le croiseur léger Oi, il enseigne ensuite à l'École de Torpillage. Comme capitaine de corvette (Shōsa) de 1924 à 1929, il suit les cours de l'école navale impériale du Japon puis en décembre 1926, il prend le commandement du destroyer Tsuga. Il sert ensuite à l'état-major de la 2e Flotte, puis de la 1re Division de Destroyers. Comme capitaine de frégate (Chūsa) de 1929 à 1933, il enseigne à l'École de Torpillage et à l'École de Canonnage puis il commande la canonnière Ataka, . Capitaine de vaisseau (Daisa), il sert en 1934 à l'ambassade du Japon à Washington en tant qu'attaché naval. Après son retour au Japon, il reçoit le commandement du croiseur Tatsuta, puis est chef d'état-major du district de garde de Ryojun, plus connu sous son nom de la période d'occupation russe, Port-Arthur. Il est officier d'état-major au Commandement des Constructions Navales en 1938, puis fait campagne en Chine du Sud, à l'état-major de la 5e Flotte, notamment.
Il est promu contre-amiral le 15 novembre 1939. D'abord chef d'état-major de la 2e Flotte Expéditionnaire de Chine, il rejoint l'état-major de la 1re Flotte Aérienne, en août 1941 pour prendre le commandement de la 5e Division de Porte-avions (les Shōkaku, et Zuikaku, ) le 1er septembre 1941.

### Comme commandant de la5eDivision de Porte-avions

#### De Pearl Harbor au golfe du Bengale
Ayant sa marque sur le Zuikaku, le contre-amiral Hara quitte les îles Kouriles du sud, le 26 novembre 1941, et conduit ses porte-avions à l'attaque de Pearl Harbor le 7 décembre. Rentrée directement au Japon en fin décembre, la 5e Division de Porte-avions repart le 8 janvier 1942, pour Truk, dans les îles Carolines, d'où elle va bombarder Rabaul, position australienne en Nouvelle-Bretagne, le 20 janvier, puis Lae et Salamaua en Nouvelle-Guinée, et couvre la prise de Rabaul et de Kavieng en Nouvelle-Irlande le 24 janvier, puis rentre au Japon, et ne participe pas au bombardement de Port-Darwin. À la mi-mars, elle gagne la baie de Staring (en), dans les Célèbes, d'où elle repart le 26 mars, accompagnant l'Akagi et les Sôryû et Hiryū, pour aller mener un raid sur Ceylan, contre la Flotte britannique d'Orient (Eastern Fleet), du 5 au 9 avril. Rentrant au Japon, le contre-amiral Hara reçoit l'ordre, le 10 avril, d'avoir à retourner à Truk, après s'être ravitaillé à Bako , dans les îles Pescadores.

#### À la bataille de la mer de Corail
L'amiral Yamamoto qui souhaitait, en attaquant l'île de Midway, attirer la Flotte américaine du Pacifique dans une « bataille décisive », a accepté, à la demande de l'État-Major de l'Armée, de distraire la 5e Division de Porte-avions, pour couvrir l'Opération Mo, qui consiste à aller débarquer à Port Moresby, sur la côte sud-est de la Papouasie, en vue d'assurer la sécurité de la base que les Japonais ont installée à Rabaul en Nouvelle-Bretagne, contre une contre-offensive australienne, et débarquer à Guadalcanal et à Tulagi, dans l'archipel des îles Salomon, pour attaquer la liaison entre Hawaï et l'Australie,. Les deux croiseurs Myōkō et Haguro de la 5e Division de Croiseurs, aux ordres du vice-amiral Takagi, doivent accompagner depuis Truk, les deux grands porte-avions, tandis que les quatre croiseurs lourds de la 6e Division de Croiseurs, aux ordres du contre-amiral Goto, partant de Rabaul, et renforcée du porte-avions léger Shoho, doivent couvrir le débarquement dans les îles Salomon, puis l'attaque de Port-Moresby, prévue pour le 10 mai. Le vice-amiral Takagi était l'amiral le plus ancien à la mer. Ce n'était pas un aviateur mais un sous-marinier, mais il s'entendait bien avec le contre-amiral Hara, dont il avait été camarade de promotion à l'Académie navale impériale. Cependant, la responsabilité de l'ensemble de l'opération incombait au vice-amiral Inoue, Commandant la 4e Flotte, qui a gagné Rabaul sur son navire amiral, le croiseur Kashima.
Renseigné, grâce au déchiffrage du code japonais, sur les objectifs de l'ennemi, l'amiral Nimitz a envoyé deux Task Forces, constituées autour des porte-avions USS Lexington et Yorktown prendre position au sud-est des îles Salomon, en mer de Corail

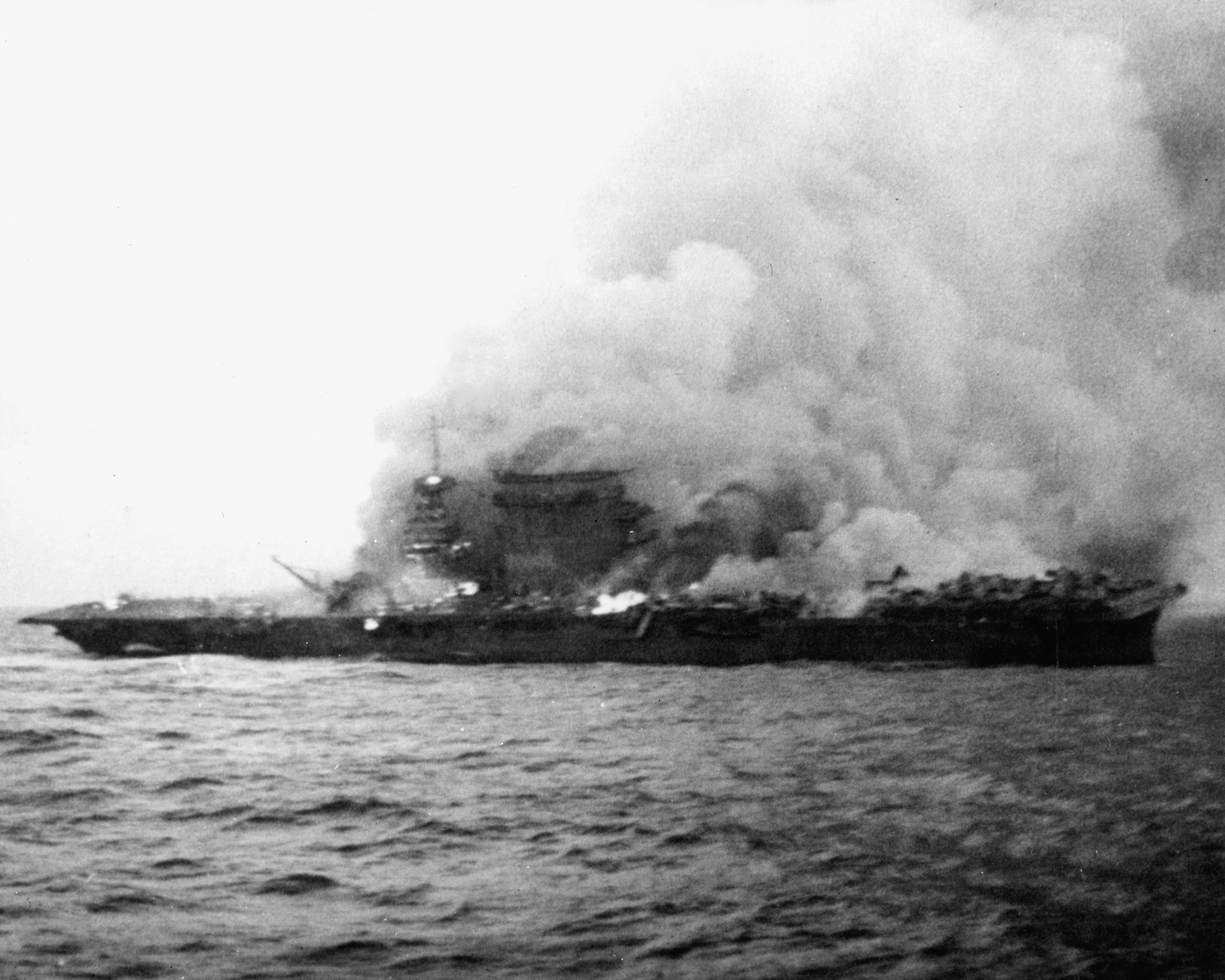
C'est sous le commandement direct du contre-amiral Hara que l'aviation embarquée japonaise a causé la perte de l'

L'aviation embarquée de l'USS Yorktown a frappé le premier coup en bombardant, dès le 4 mai au matin, les navires japonais devant Tulagi. Le 5, les grands porte-avions japonais entraient en mer de Corail, en contournant l'île de San Cristóbal, à l'est de Guadalcanal. Le 6, un porte-avions japonais était repéré, que l'aviation embarquée américaine coulait le lendemain. Mais ce n'était que le porte-avions léger Shōhō, qui devait assurer la couverture aérienne du convoi qui devait attaquer Port-Moresby. Ce convoi se trouvant privé de couverture aérienne, le vice-amiral Inoue a décidé de différer cette attaque. Dans le même temps, les grands porte-avions japonais à qui un porte-avions et un croiseur américains avaient été signalés par erreur, ont attaqué, et immobilisé, le pétrolier USS Neosho et coulé son destroyer d'escorte. Une attaque de l'aviation embarquée japonaise a été lancée en fin d'après-midi, le 7 mai, par les amiraux Takagi et Hara, mais n'a pas réussi à repérer les porte-avions américains.
Le 8 mai, enfin, les aviations embarquées des deux camps ont repéré et attaqué les grands bâtiments adverses. Le Shōkaku a été endommagé gravement, le Zuikaku plus légèrement. Les USS Yorktown et Lexington ont été sévèrement touchés, et le second a  finalement coulé. Les porte-avions japonais sont rentrés à Truk, escortés de deux croiseurs de la 6e Division, puis au Japon. L'USS Yorktown a regagné Pearl-Harbor, où il a été réparé à temps pour être présent à la bataille de Midway, ce qui ne fut pas le cas des Shōkaku et Zuikaku. Dernier succès tactique de l'aéronavale japonaise, la bataille de la mer de Corail a été un double succès stratégique américain, en enrayant l'attaque vers Port-Moresby et en privant le vice-amiral Nagumo de ses deux plus puissants porte-avions pour l'attaque de Midway.

### À la tête de la8eDivision de Croiseurs devant Guadalcanal
Après la bataille de Midway, à laquelle il n'avait pas participé, le contre-amiral Hara quitte la 5e Division de Porte-avions, le 14 juillet 1942, et est nommé
à la tête de la 8e Division de Croiseurs (les Tone et Chikuma). Pendant la campagne de Guadalcanal, la 8e Division de Croiseurs est restée attachée aux forces de soutien des porte-avions de la 3e Flotte du vice amiral Nagumo, et elle a, à ce titre, participé aux opérations de couverture éloignée du renforcement des forces japonaises de Guadalcanal, et aux batailles des Salomon orientales, fin août et des îles Santa Cruz, fin octobre qui en ont résulté.
À la bataille des Salomon orientales, les deux croiseurs ont lancé sept appareils, qui ont repéré les porte-avions américains, mais certains de ces appareils ont été abattus, ou leurs renseignements ne sont pas parvenus en temps utile. Le porte-avions léger Ryūjō, arrivant de Kure et rattaché à la 3e Flotte, a été envoyé par le vice-amiral Nobutake Kondō, avec le Tone, portant la marque du contre-amiral Hara, reconnaître Guadalcanal et bombarder Henderson Field, ce qui a été fait, malgré la chasse américaine. Mais l'aviation basée à Henderson Field a repéré le porte-avions japonais, et l'aviation embarquée sur l'USS Saratoga l'a attaqué, et l'a coulé.

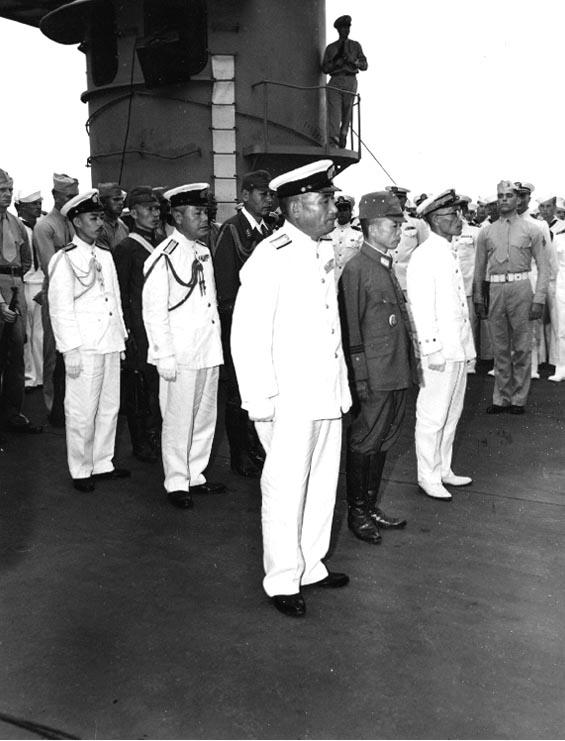
Le vice-amiral Hara (au centre), lors de la reddition de Truk, sur le croiseur USS Portland, le 2 septembre 1945

À la bataille des îles Santa Cruz, un des hydravions du Tone a localisé l'USS Hornet. Quatre hydravions du Tone, dont deux ont été abattus, ont réglé les tirs sur les navires américains. Attaqué par des “Dauntless” de l'USS Hornet, le Chikuma s'est délesté de ses torpilles juste avant que sa plateforme lance-torpilles tribord avant ne fût touchée, puis, ayant reçu deux autres bombes, il a dû mettre le cap sur Truk, escorté par deux destroyers. Il a été réparé à Kure jusqu'en février 1943.
Le Tone n'a pas participé en première ligne à la bataille du Cap Espérance, ni aux batailles navales de Guadalcanal de la mi-novembre 1942, même si ses hydravions ont recherché, en vain, les bâtiments américains susceptibles d'intercepter les cuirassés rapides Hiei et Kirishima, dans la soirée du 12 novembre.

### À la tête de la4eFlotte
Promu vice-amiral le 1er novembre 1942, Chūichi Hara a été nommé en mai 1943 Commandant de l'entrainement des unités aériennes de la Marine, et commandant des 11e et 12e groupes aériens combinés. Le lendemain des bombardements de la base de Truk (Opération Hailstone), le 18 février 1944, il est nommé commandant en chef de la 4e Flotte, mais il s'agit en fait d'un commandement des installations à terre, car il n'y eut pratiquement plus de bâtiments basés à Truk. Il conserve ce poste jusqu'à la reddition de Truk aux Américains, en septembre 1945. Comme des aviateurs américains faits prisonniers après les bombardements de 1944  ont alors été mis à mort par les Japonais, il est poursuivi pour crime de guerre, étant l'officier le plus gradé au moment des faits. Condamné à six ans de prison, il est libéré en 1951. Il consacre le reste de sa vie, comme conseiller du Ministre de la Justice, à assurer le soutien du gouvernement japonais aux familles des militaires japonais, coréens et taïwanais emprisonnés pour crimes de guerre. Il décède en 1964.